# 1338 pr. n. št.

## Smrti
- Tija, velika kraljeva žena faraona Amenhotepa III. (* 1398 pr. n. št.)